# Больше-Ивановский сельсовет (Московская область)
Больше-Ивановский сельсовет — упразднённая административно-территориальная единица, существовавшая на территории Московской губернии и Московской области в 1925—1939 годах.
Больше-Ивановский сельсовет был образован в 1925 году в составе Трудовой волости Московского уезда Московской губернии.
По данным 1926 года в состав сельсовета входили деревни Большое Ивановское и Муракино.
В 1929 году Больше-Ивановский с/с был отнесён к Коммунистическому району Московского округа Московской области.
27 февраля 1935 года Больше-Ивановский с/с был передан в Дмитровский район.
17 июля 1939 года Больше-Ивановский с/с был упразднён. При этом его территория (селения Большое Ивановское и Муракино) была передана в Протасовский с/с.